# Recy
Recy település Franciaországban, Marne megyében. Lakosainak száma 1077 fő (2022. január 1.). Recy Fagnières, Juvigny, Matougues, Saint-Gibrien, Saint-Martin-sur-le-Pré, La Veuve és La Neuville-au-Temple községekkel határos.

## Népesség
A település népessége az elmúlt években az alábbi módon változott:
| Lakosok száma | 480  | 763  | 971  | 997  | 1047 | 1042 | 1031 | 1033 | 1044 | 1077 |
|               | 1968 | 1982 | 1990 | 2006 | 2013 | 2015 | 2017 | 2019 | 2020 | 2022 |